# Tràiler (promoció)

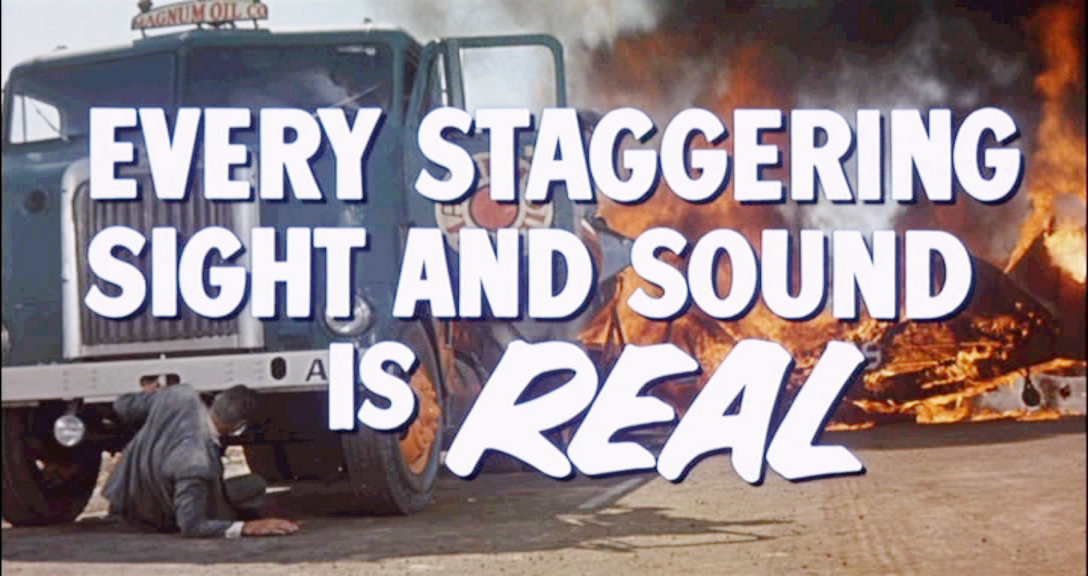
Fotograma del tràiler de Perseguit per la mort (1959).

Un tràiler (de l'anglès trailer) o avanç és la successió de breus escenes d'una pel·lícula cinematogràfica (habitualment un llargmetratge), amb la finalitat de promocionar-la però sense fer-ne revelacions substancials. Segons la Motion Picture Association of America, han de tenir una durada màxima de dos minuts i mig. El seu ús es remunta a abans de la Primera Guerra Mundial.
Atès que el seu objectiu clau és el de crear una història intrigant que atragui emocionalment al públic, es fa servir tant música provinent de la banda sonora de la mateixa pel·lícula, com d'altres obres o creada especialment per al tràiler. És habitual que les principals produccions estatunidenques tinguin diversos tràilers destinats a diferents públics, segons el lloc on visquin o el seu grup d'edat; per tant, també poden ser emesos en diferents moments a la televisió per arribar a diferents punts del públic. Alguns directors, però, poden sentir-se traïts pel tràiler de la seva pel·lícula, si aquest només tracta certs aspectes de l'obra i en descuida d'altres per tal de vendre-la millor, tot i que la pel·lícula se'n ressent sempre en veure's reduïda tan dràsticament.
L'aparició d'Internet i les noves tecnologies digitals van transformar aquesta forma publicitària, canviant especialment la manera en la qual el receptor s'aproxima al seu consum (com, quan i on). A data de 2008, dels aproximadament 10 mil milions de vídeos que es veien en línia cada any, els tràilers de cinema ocupaven el tercer lloc, després de les notícies i els vídeos creats pels usuaris. El format del tràiler també s'ha adoptat com a eina promocional per a sèries de televisió, videojocs, llibres, representacions teatrals i concerts.
Una campanya d'intriga (teaser en anglès) és una versió fragmentada de tràiler que pretén crear intriga prèviament al llançament d'un producte determinat producte.

## Orígens
El terme "tràiler" (que, en anglès, significa remolc) té el seu origen en els inicis del cinema, en l'època en la qual les pel·lícules es mostraven en sessió doble en un bucle continu, i el públic podia veure diverses projeccions de la mateixa obra, o bé entrar a la sala durant una projecció. El començament de la bobina de la següent pel·lícula s'empalmava amb el final de l'última bobina de la pel·lícula projectada, de manera que "remolcava" la pel·lícula següent. Tot i que tècnicament el tràiler es projectava al final, des del punt de vista de l'espectador apareixia al principi.
Segons va afirmar l'any 1966 Lou Harris, executiu de la Paramount, el primer tràiler es va projectar el 1912 a Rye Beach, un parc d'atraccions de Rye (Nova York). Al final del serial The Adventures of Kathlyn, Kathlyn és llançada al cau del lleó; en acabar la pel·lícula s'empalmava una peça on es preguntava: "Escaparà del cau del lleó? Mireu l'emocionant capítol dela propera setmana!" Segons una altra font, la primera projecció d'un tràiler en un cinema estatunidenc va tenir lloc el novembre de 1913, quan Nils Granlund, el responsable de publicitat de la cadena de teatres de Marcus Loew, va realitzar un curtmetratge promocional del musical The Pleasure Seekers, que s'havia d'estrenar al Winter Garden Theatre de Broadway. Granlund va ser també el primer a introduir material de tràiler per a una propera pel·lícula, mitjançant una tècnica de diapositives per promocionar una pel·lícula protagonitzada per Charles Chaplin que s'havia d'estrenar a Harlem el 1914.
El terme "trailer" no es va fer servir per referir-se als curtmetratges publicitaris fins al 1917, quan els Estats Units van entrar a la Primera Guerra Mundial i es venien activament bons de guerra coneguts com a Liberty Loan Bonds. La National Association of the Motion Picture Industry va enviar tràilers anunciant-los a les 15.000 o més sales de cinema estatunidenques, especificant que havien de mostrar-se al final de cada projecció. No obstant això, fins al 1928 no es té constància d'emprar aquesta paraula en el sentit de "peça promocional de pel·lícula".
A partir del 1919, l'empresa National Screen Service (NSS) va començar a fer anuncis rudimentaris amb pel·lícula de 35 mm emprant imatges de pel·lícules sense el permís dels estudis, i les venia a les sales de projecció per a afegir-les al final de les pel·lícules projectades. Quan els estudis cinematogràfics es van adonar del potencial dels tràilers van començar a facilitar material de filmació a la NSS. Els tràilers aviat van desenvolupar tècniques tant gràfiques com d'edició cada vegada més sofisticades, i a principis de la dècada del 1930 ja no eren les simples escenes empalmades dels seus inicis.